# بخش اوبرن (شهرستان کرافورد، اوهایو)
بخش اوبرن (به انگلیسی: Auburn Township) یک منطقهٔ مسکونی در ایالات متحده آمریکا است که در شهرستان کرافورد، اوهایو واقع شده‌است.
 بخش اوبرن ۶۴٫۰ کیلومتر مربع مساحت و ۷۹۵ نفر جمعیت دارد و ۳۱۰ متر بالاتر از سطح دریا واقع شده‌است.